# Oberreute
Oberreute er en kommune i Landkreis Lindau, i regierungsbezirk Schwaben, i den tyske delstat Bayern. Den er en del af Verwaltungsgemeinschaft Stiefenhofen, og er en statsanerkendt kurby.

## Geografi
Oberreute ligger i Region Allgäu, ca. 5 km fra grænsen til Østrig.

## Geschichte
Oberreute opstod i slutningen af det 18. århundrede; I 1797 blev den første kirke opført. hørte tidligere til Østrig, og var en del af det østrigske herskab Bregenz-Hohenegg. Efter Freden i Pressburg (1805) blev kommunen en del af Bayern.